# Trisopterus minutus
Pour les articles homonymes, voir Capelin et Capelan.
Espèce
Répartition géographique
Trisopterus minutus est une espèce de poissons marins de la famille des Gadidés, appelé capelin, capelan de l'Atlantique, capelan de Méditerranée, capelan de France ou petit tacaud.
Le capelan de Méditerranée est considéré aujourd'hui comme plus proche génétiquement du tacaud (Trisopterus luscus) que du capelin ou capelan de l'Atlantique.
Le capelan de Méditerranée est donc une sous-espèce du tacaud; son nom scientifique est Trisopterus luscus capelanus.
Source : Louisy P., 2002, Guide d'identification des Poissons Marins Europe et Méditerranée, Les Editions Eugen Ulmer, P 187.

## Sous-espèces(non admises par WoRMS)
- Trisopterus minutus capelanus (Lacepède, 1800)
- Trisopterus minutus minutus (Linnaeus, 1758)